# 高山石斛
高山石斛（学名：Dendrobium infundibulum）为兰科石斛属下的一个种。

## 扩展阅读
- 維基物種上的相關：高山石斛